# Морозовська Ганна Миколаївна
Ганна Миколаївна Морозовська — український фізик, вивчає сегнетоелектрики, доктор фізико-математичних наук (2009), лауреатка премії НАН України імені В. Є. Лашкарьова (2012), премії Scopus Awards Ukraine 2016 року в номінації «Найкращі молоді вчені» і премії Web of Science Award Ukraine 2018 року в номінації «Highly cited researcher», провідний науковий співробітник Інституту фізики НАН України.
Авторка понад 250 наукових праць, опублікованих у провідних міжнародних виданнях, зокрема таких як «Science» і «Physical Review Letters». Має одні з найвищих наукометричних показників у Scopus серед науковців України: індекс Гірша 42, 5416 цитувань, 237 документів (станом на квітень 2018 року).
Тричі поспіль, протягом 2010, 2011 і 2012 років, отримувала стипендію Верховної Ради України для найталановитіших молодих учених.
У 2015 році була відзначена Американським фізичним товариством як видатний рецензент («Outstanding Referee») рукописів поданих до журналів товариства.
Входить до складу Спеціалізованої вченої ради Інституту фізики НАН України з захисту дисертацій.

## Життєпис
Протягом 1994—1999 років навчалася на фізичному факультеті Київського національного університету. Після закінчення магістратури навчалася в аспірантурі на радіофізичному факультеті КНУ у 1999—2003 роках. Першу наукову працю опублікувала у 1999 році. У 2003 році захистила кандидатську дисертацію на тему «Фотоіндуковані процеси розсіювання світла та мікродоменоутворення в сегнетоелектриках» (науковий керівник В. В. Обуховський). З 2004 року —  в Інституті фізики напівпровідників НАН України. Докторську дисертацію захистила 2009 року на тему «Локальні полярно-активні властивості сегнетоелектриків та утворення їх нанодоменної структури». У 2012 році перейшла до Інституту фізики НАН України. 2013 року отримала звання старшого наукового співробітника.
Значна частина праць опубліковані у співавторстві з Є. А. Єлісєєвим, який вивчає сегнетоелектрики у Інституті проблем матеріалознавства НАН України.